# 音楽取調掛

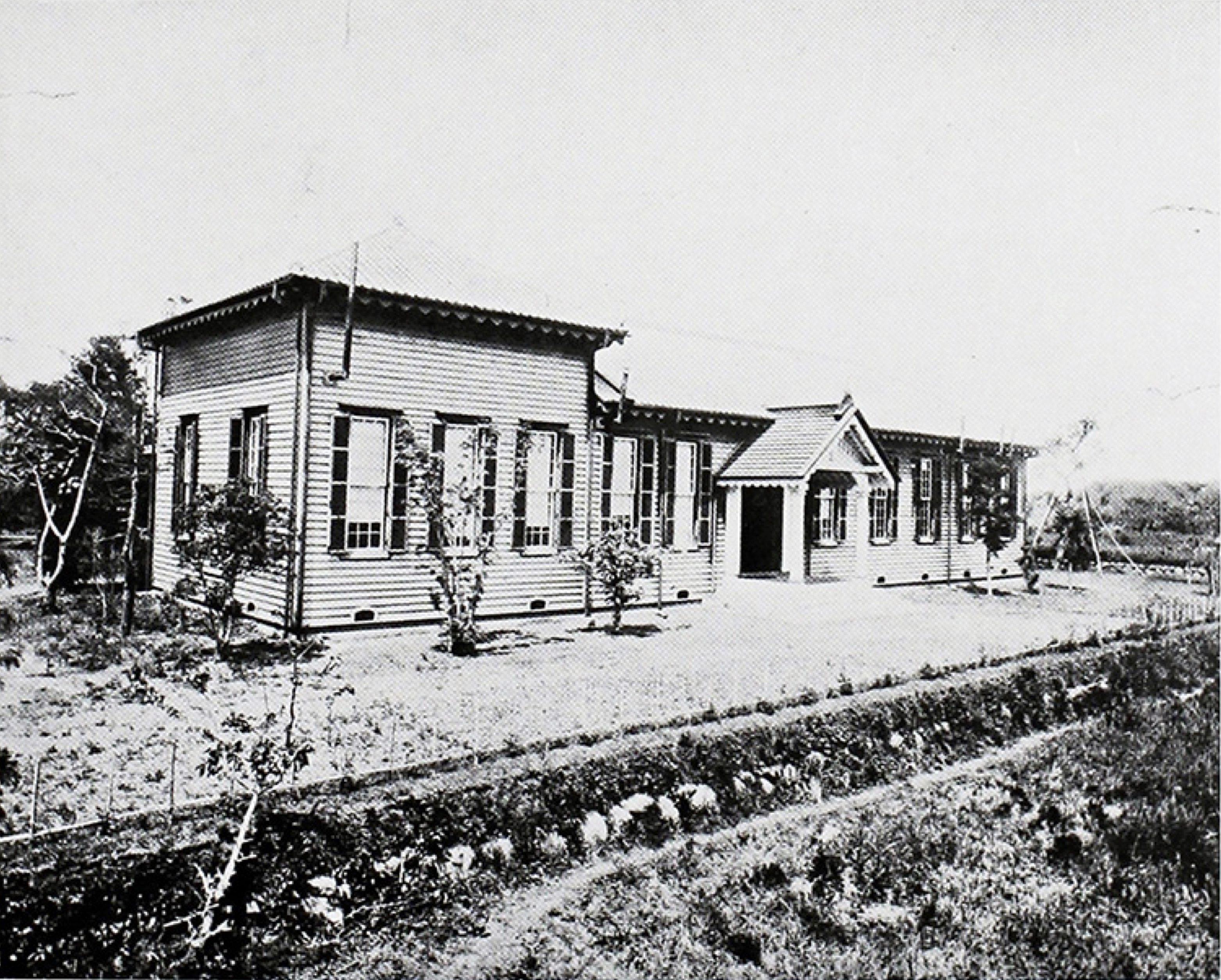
音楽取調掛

音楽取調掛（おんがくとりしらべがかり）は、1879年から1887年までに存在した、文部省所属の音楽教育機関である。一時は音楽取調所ともいわれた。
学校における音楽教育の研究のために1879年に設立され、1887年に東京音楽学校（後の東京芸術大学音楽学部）に発展的解消した。

## 概要
明治新政府は、1872年（明治5年）の太政官布告で学制を発表した。外国の制度を模倣し、小中学校の音楽教育のことも規定されていたが、教員養成などの準備もできておらず、「唱歌」「奏楽」の2科目については「当分之ヲ欠ク」とされていた。1878年に伊沢修二と目賀田種太郎が、音楽教育に関する意見書を文部大輔に提出し、1879年10月7日に政府は音楽教育の調査と研究のため、「音楽取調掛」を開設、伊沢が担当官（音楽取調御用掛）の任につき、伊沢は1881年10月26日音楽取調掛長の任についた。伊沢は、1881年10月30日、文部卿寺島宗則に「音楽取調ニ付見込書」を提出、東西両洋の音楽を折衷して唱歌を作成する方針を決定した。
伊沢は1875年から1878年まで師範学校の教育の調査のために高嶺秀夫、神津専三郎らとともにアメリカ合衆国に留学し、マサチューセッツ州ブリッジウォーター師範学校に入学した。伊沢はここで優秀な成績をおさめたが、唱歌だけが苦手であった。日本人であるため唱歌のみ免除しようという校長の申し出を断り、ボストンの音楽教育家であるルーサー・ホワイティング・メーソンの元に通い唱歌を得意とすることとなった。音楽取調掛には、神津のほか、山勢松韻、内田彌一、芝葛鎮、上眞行などが参加している。また、岡倉覚三（天心）も最初期に御用係の任についていたが、伊沢との確執などもあり専門学務局に転属している。伊沢は、1880年3月2日に合衆国からメーソンを招いた。メーソンは1882年7月に帰国するまで、西洋音楽の日本への移入を指導した。『小學唱歌集』の編纂にも関わった。メーソンの後任はしばらく空席であったが、海軍軍楽隊教師として1879年より来日していたプロイセン王国のフランツ・エッケルトが1883年2月から1886年3月まで、オランダ出身のギヨーム・ソーヴレーが1886年4月から東京音楽学校に改組後の1889年1月まで指導を行った。
明治のはじめ、日本の音楽教育については、西洋音楽を日本に移植してそれのみを教育する、日本固有の音楽を育成発展させる、西洋音楽と東洋音楽の折衷、の3つの意見があった。伊沢は、折衷案をとり、その実現のための準備事業として、東西の音楽を折衷した新曲の作曲、将来の国楽（国民音楽）を興すべき人物を育成するための教育、諸学校に音楽を実施し、その適否を確かめるための実験の3つを挙げた。そのため、洋楽、雅楽、俗楽、清楽の調査研究を行い、それらをすべて五線譜に採譜すべきものとした。この研究は、日本の音楽が野蛮で劣るものとされた当時において、西洋音楽の直輸入により日本音楽が抹殺されるのを危惧し、特に日本の音楽と西洋の音楽に違いのないことを証明するのが目的であったといわれている。
音楽取調掛では、音楽教員の養成や学校教育用の楽器の検討も行っていた。そして、日本音楽の教育には箏が、西洋音楽の教育にはオルガンがそれぞれ適しているとの結論に達した。また、日本音楽は和声を持たないこと、詞章が淫媚なものが多いのでそれを改良すべきとし、箏曲、長唄の改良を提唱した。このうち箏曲については実際に改良が行われた。
1884年9月、初めて府県派出音楽伝習生19人の入学を許可した（この伝習生が卒業後、各府県師範学校音楽科教員となる）。
1885年2月9日の文部省に於ける局課掛の改正により、「音楽取調所」と改称される。同時に本郷から上野公園博物館となりに移転した。12月にふたたび音楽取調掛と改称し、大臣官房付属となった。
1885年7月20日、音楽取調所第1回卒業演習会があり、全科卒業生、幸田延・遠山甲子・市川道の3人、ウェーバーのポラッカプリランテ、舞踏への勧誘などを演奏した。
1887年2月19日、第2回があり、卒業生一同、ベートーヴェン第1交響曲の一部を演奏した。
1886年、伊沢は同僚らとともに文部大臣森有礼あてに「音楽学校設立ノ儀ニ付建議」を提出。11月に矢田部良吉・外山正一らと提出した。これを受けて音楽取調掛は翌1887年10月5日に東京音楽学校として改組され、校長に文部省編輯長伊沢が任命された（兼任）。開校式には、山勢松韻の『都の春』が演奏された。

## 著作物
- 文部省音楽取調掛編纂『小学唱歌集 初編』文部省、1881年11月／東京師範学校附属音楽学校、1889年10月四板
  - 後掲『音楽取調成績申報要略』東京音楽学校、1891年3月
  - 山宮允編『日本現代詩大系 第1巻 創成期』河出書房、1950年9月／河出書房新社、1974年　※抄録
  - 海後宗臣編纂『日本教科書大系 近代編 第25巻 唱歌』講談社、1965年9月
  - 文部省音楽取調掛編纂『名著複刻 日本児童文学館 付録 小学唱歌集 初編』ほるぷ出版、1971年1月
  - 笹淵友一、壺井繁治解説『日本近代文学大系 53 近代詩集』角川書店、1972年11月、ISBN 4045720537
  - 岡田正章監修『明治保育文献集 第3巻』日本らいぶらり、1977年3月
  - 仲新ほか編『近代日本教科書教授法資料集成 第10巻 教師用書 6 図工・音楽篇』東京書籍、1983年
  - 斉藤利彦、倉田喜弘、谷川恵一校注『新日本古典文学大系 明治編 11 教科書啓蒙文集』岩波書店、2006年6月　ISBN 4002402118
- 文部省音楽取調掛編纂『唱歌掛図 初編』1882年4月
- 文部省音楽取調掛編纂『唱歌掛図 続編』1882年4月
- 文部省音楽取調掛編纂『小学唱歌集 第二編』文部省、1883年3月／東京師範学校附属音楽学校、1885年5月再版
  - 後掲『音楽取調成績申報要略』東京音楽学校、1891年3月
  - 仲新ほか編『近代日本教科書教授法資料集成 第10巻 教師用書 6 図工・音楽篇』東京書籍、1983年
- 文部省音楽取調掛編纂『唱歌掛図 第二編』1883年6月
- 神津元訳述『楽典』文部省、1883年7月
- 滝村小太郎訳『音楽問答』文部省、1883年7月
- 『音楽取調成績申報書』1884年2月
  - 『音楽取調成績申報要略』東京音楽学校、1891年3月
  - 伊沢修二編著、山住正己校注『洋楽事始 : 音楽取調成績申報書』平凡社、1971年6月　ISBN 4582801889
  - 伊沢修二編著『音楽教育史文献・資料叢書 11 音楽取調成績申報書』大空社、1991年10月　ISBN 4872367014
- 内田弥一訳『音楽指南』文部省、1884年4月
  - 文部省著『音楽教育史文献・資料叢書 7 音楽指南』大空社、1991年10月、ISBN 4872367073
- 文部省音楽取調掛編纂『小学唱歌集 第三編』文部省、1884年6月／東京師範学校附属音楽学校、1885年5月再版
  - 前掲『音楽取調成績申報要略』東京音楽学校、1891年3月
  - 仲新ほか編『近代日本教科書教授法資料集成 第10巻 教師用書 6 図工・音楽篇』東京書籍、1983年
- 文部省音楽取調掛編纂『幼稚園唱歌集』文部省編輯局、1887年12月
  - 山宮允編『日本現代詩大系 第1巻 創成期』河出書房、1950年9月／河出書房新社、1974年　※抄録
  - 岡田正章監修『明治保育文献集 第3巻』日本らいぶらり、1977年3月
  - 唐沢富太郎編『明治初期教育稀覯書集成 第3輯19』雄松堂書店、1982年6月
  - 仲新ほか編『近代日本教科書教授法資料集成 第10巻 教師用書 6 図工・音楽篇』東京書籍、1983年
- 文部省音楽取調掛撰『箏曲集』文部省編輯局、1888年10月
  - 東京音楽学校編『箏曲集 第一編』大日本図書、1914年9月